# اکبرآباد (نی‌ریز)
اکبرآباد روستایی در دهستان رستاق بخش مرکزی شهرستان نی‌ریز استان فارس می‌باشد.